# Zenone di Filadelfia
San Zenone di Filadelfia (... – Filadelfia, 304) è stato un militare romano, martirizzato a causa della sua conversione al Cristianesimo. È venerato come santo dalla Chiesa cattolica.

## Agiografia
Appartenente a una famiglia patrizia, il soldato Zenone si convertì, assieme al suo servo Zena, al cristianesimo. Fu una delle vittime delle persecuzioni attuate nei confronti dei cristiani dall'imperatore Diocleziano.

## Culto
In oriente si ebbe una diffusione del culto dei martiri Zenone e Zena, una festa dedicata ai due santi di Filadelfia veniva celebrava il 22 giugno a Costantinopoli nella chiesa di San Giorgio Martire, nel quartiere della Cypriara.
Oggi Zenone è il compatrono della città di Biancavilla in quanto fu il primo santo protettore del paese. Qui è conservata una statuetta in argento di fine rinascimento di 3,7 cm che fu portata dagli albanesi che fondarono il centro abitato nel 1488 contenente una sua reliquia.
A Biancavilla si venera il 14 febbraio, giorno che secondo la tradizione fu fondata la città, senza manifestazioni religiose esterne, solo con le funzioni religiose e la messa solenne nella basilica di Maria Santissima dell'Elemosina. La processione del simulacro avviene dal 2008, ogni anno, il 2 ottobre. Prima del 2008, la statua non era portata in processione dal 1665; questo avvenne dopo che si era diffuso nella città il culto di san Placido, il quale rimpiazzò man mano il culto per il santo d'oriente.
La commemorazione liturgica ricade il 23 giugno.